# Raya Utue
Raya Utue is een bestuurslaag in het regentschap Pidie van de provincie Atjeh, Indonesië. Raya Utue telt 509 inwoners (volkstelling 2010).